# ماینگیلا انزوزی ماتا
ماینگیلا انزوزی ماتا (انگلیسی: Mayingila N'Zuzi Mata؛ زادهٔ ۱۷ مهٔ ۱۹۹۴) بازیکن فوتبال اهل فرانسه است.